# Maliq (Albanien)
Maliq (albanisch Maliqi; deutsch Malik) ist eine kleine Stadt mit 3668 Einwohnern (Volkszählung 2023) im Qark Korça. Maliq liegt im Südosten Albaniens unweit der Grenze zu Nordmazedonien und Griechenland.

## Geographie
Die Stadt Maliq liegt am westlichen Rand der Ebene von Korça rund zwölf Kilometer nördlich von Korça. Der die Ebene entwässernde Fluss Devoll fließt durch die Stadt, bevor er auf dem Weg zum Meer die Berge im Westen durchbricht.
2015 ist Maliq mit den übrigen Gemeinden im Westen des aufgelösten Kreises Korça zusammengelegt worden. Die ehemaligen sieben Gemeinden bilden seither Njësitë administrative (Verwaltungseinheiten) innerhalb der Bashkia Maliq. Die Njësia administrative Maliq umfasst neben dem Hauptort noch die Dörfer Bicka, Gjyras, Goça, Maliq Fshat und Plovisht-Bos, die im Devoll-Tal und in den Bergen westlich des Städtchens liegen.
Die Gemeinde hat 31.008 Einwohner (Volkszählung 2023). Im Vergleich zum Jahr 2011 mit 41.757 Einwohnern ist das ein Viertel weniger. In manchen abgelegenen Bergregionen ist die Bevölkerung sogar in zwölf Jahren um die Hälfte zurückgegangen.
| Name     | Einwohner 2023 | Einwohner 2011 | Gemeindeart |
| -------- | -------------- | -------------- | ----------- |
| Maliq    | 3.668          | 4.290          | Bashkia     |
| Gora     | 1.046          | 1.565          | Komuna      |
| Libonik  | 6.594          | 8.922          | Komuna      |
| Moglica  | 434            | 951            | Komuna      |
| Pirg     | 5.901          | 7.652          | Komuna      |
| Pojan    | 8.138          | 10.864         | Komuna      |
| Vreshtas | 5.227          | 7.513          | Komuna      |

## Geschichte
Östlich von Maliq wurden bedeutende Überreste aus der Steinzeit gefunden, die der Malik-Kultur ihren Namen gaben. Diese befanden sich rund um den Maliq-See, der nach dem Zweiten Weltkrieg trockengelegt wurde. Große Gebiete der Ebene von Korça waren bis dahin Sumpfgebiet.
Zur kommunistischen Zeit war Maliq ein Agrarzentrum, insbesondere des Zuckerrüben-Anbaus. In den Bergen im Westen wurde Bergbau betrieben.

## Persönlichkeiten
- Sabien Lilaj (* 1989), Fußballnationalspieler